# Patagónia

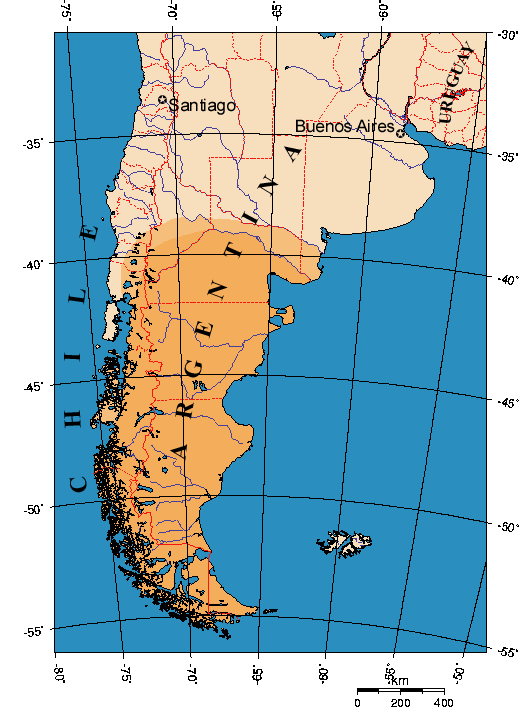
Mapa da região geográfica da Patagônia.

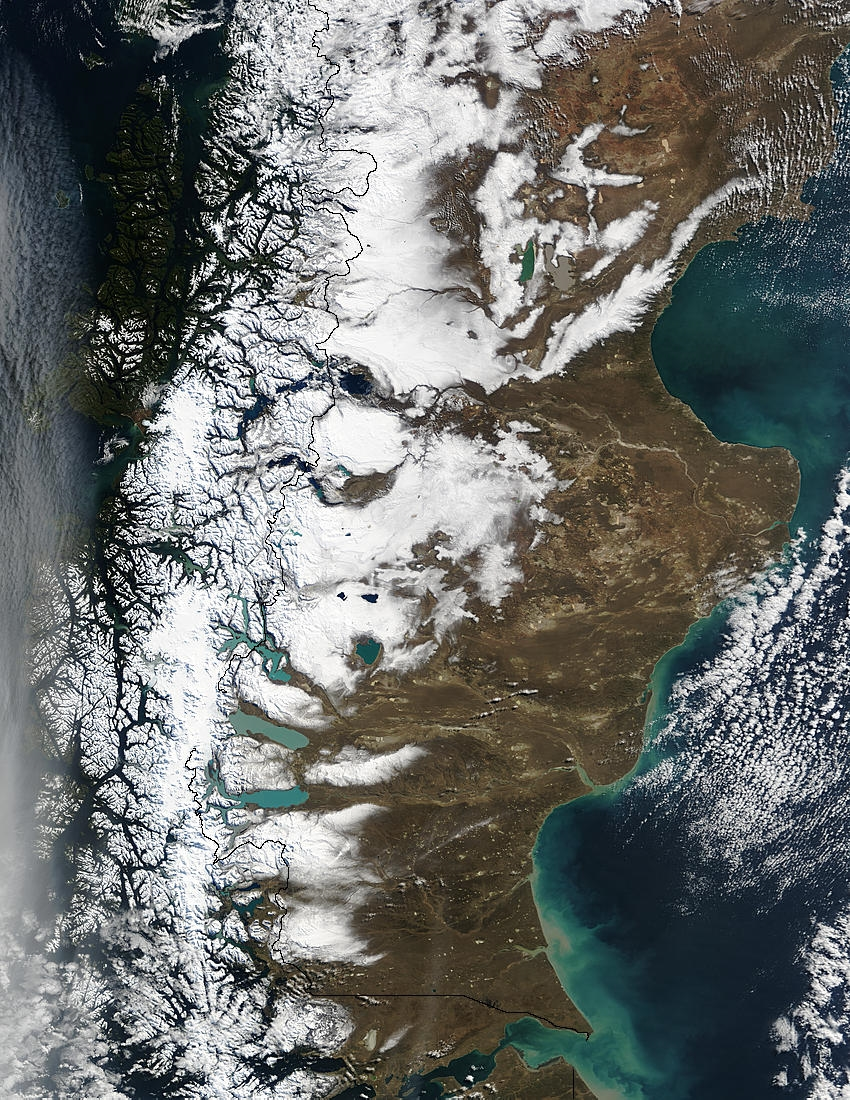
Imagem de satélite da Patagónia tirada pela NASA no inverno

A Patagônia (português brasileiro) ou Patagónia (português europeu) é uma região geográfica que abrange a parte mais meridional da América do Sul. Localiza-se na Argentina e no Chile, e integra a seção mais ao sul da cordilheira dos Andes e o fim dos pampas argentinos, rumo a sudoeste até o oceano Pacífico, e, a leste, até os vales em torno do rio Colorado até Carmen de Patagones, no oceano Atlântico. A oeste, inclui o território de Valdívia, através do arquipélago da Terra do Fogo.

## Etimologia
O nome 'Patagônia' vem da palavra patagão usado por Fernão de Magalhães em 1520 para descrever o povo nativo que sua expedição acreditou serem gigantes. Acredita-se atualmente que os patagones seriam os tehuelches, que tinham uma altura média de 180 centímetros, em comparação com os 168 cm de média dos europeus da época.

## História
A patagônia foi por muito tempo habitado pelos tehuelches e outros povos ameríndios, mas como em todos os outros países americanos, a população nativa foi dizimada e escravizada pelos colonizadores. Entretanto, a colonização das partes mais ao sul foi tardia e perigosa, por ser um local com um clima muito rigoroso e difícil acesso, e seus ventos fortes tornam a agricultura uma prática quase impossível. Na tentativa de povoar a região, o governo dividiu o território da patagônia em estâncias, com em média 3 mil hectares de terra, uma cabana de madeira e um rebanho de ovelhas, onde os escolhidos deveriam obrigatoriamente passar 30 anos se sustentando. Com o tempo as estâncias prosperaram, se caracterizando pala criação de ovelhas, gado majoritariamente da raça hereford e criação de cavalos criollos, uma raça equina originária de lá. A urbanização começou em volta das estâncias após um tempo, dando origem a várias cidades como El Calafate e Ushuaia.

## Geografia

### Regiões
A parte argentina da Patagônia é composta 90% por uma pradaria seca, região conhecida como "La Meseta", que é caracterizada pela sua carência de chuvas e ventos fortes, ambos causados pela proximidade com a cordilheira dos Andes. A fauna desse local é bem limitada, sendo alguns de seus habitantes a raposa-cinzenta, a mara, o guanaco e os animais marinhos da costa, como pinguins, leões-marinhos e orcas. Essa região inclui as províncias de Neuquén, Río Negro, Chubut e Santa Cruz, bem como a parte leste da Terra do Fogo. A Região Patagônica, uma subdivisão político-econômica argentina, inclui a província de La Pampa.

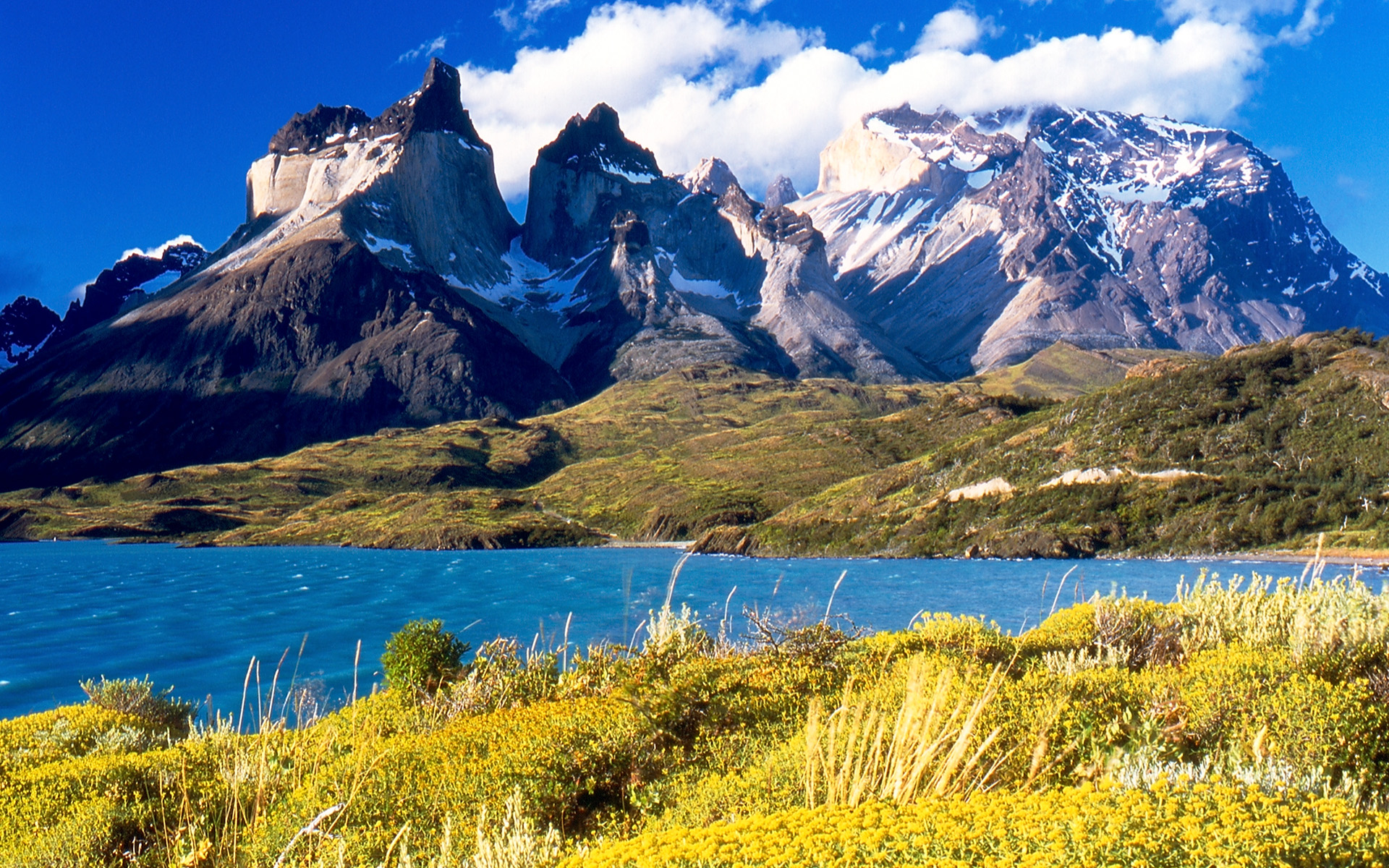
Torres del Paine, Chile

A parte chilena da Patagônia é conhecida como o "Bosque Magallánico", onde as montanhas da cordilheira guardam a chuva e amenizam os ventos, criando um ambiente propício para o crescimento de pinheiros e florestas temperadas, dando abrigo a muitos animais, como o puma, os cavalos baguais, o condor-dos-andes e o castor, que é uma espécie invasora. O bosque compreende a extremidade meridional de Valdívia, a região de Los Lagos, no lago Llanquihue, Chiloé, Puerto Montt e o sítio arqueológico de Monte Verde, bem como as ilhas a sul das regiões de Aisén e Magallanes, incluindo o lado ocidental da Terra do Fogo e do Cabo Horn.

### Clima
Os ventos patagônicos são tão fortes por conta das montanhas da cordilheira. O vento que vem do Oceano Pacífico é barrado pelas montanhas, o forçando a passar por fendas estreitas e altas, o fazendo ganhar velocidade e força até a costa leste da Argentina. A Patagônia é a área com mais geleiras fora das zonas polares, isso ocorre pelo clima frio em média de -10°C, e varia dos 10°C no verão até -20°C no inverno. É possível encontrar desertos frios e secos, florestas e bosques de pinheiro, vales e rios, montanhas e principalmente, os glaciares. Na Patagônia há 4 tipos de clima: árido, frio, temperado e subártico. Dessa região é que partem as famosas excursões para a Antártida. Além de leões-marinhos, nessa região existe a pinguineira de Punta Tombo, com a maior concentração de pinguins do mundo. [carece de fontes?]